# Laval-Atger
Laval-Atger – miejscowość i dawna gmina we Francji, w regionie Oksytania, w departamencie Lozère. W 2013 roku populacja gminy wynosiła 169 mieszkańców. Nazwa miejscowości pochodzi od słowa val –  "dolina", które długo, podobnie jak łacińskie vallis, stanowiące źródłosłów wyrazu francuskiego, było rodzaju żeńskiego. Obecnie rodzaj męski przeważył, a val wraz z żeńskim rodzajnikiem la zlało się w jeden wyraz w nazwie miejscowości. 
W dniu 1 stycznia 2017 roku z połączenia dwóch ówczesnych gmin – Saint-Bonnet-de-Montauroux oraz Laval-Atger – utworzono nową gminę Saint-Bonnet-Laval. Siedzibą gminy została miejscowość Saint-Bonnet-de-Montauroux. 